# Kohala
Kohala – wygasły wulkan na wyspie Hawaiʻi należącej do USA, który powstał ponad 500 tys. lat temu. Najwyższy wierzchołek tej góry wznosi się na 1670 m n.p.m. Ostatni wybuch wulkanu miał miejsce około 120 tys. lat temu. Wiek znalezionych skał został określony na około 460 tys. lat. Wulkan Kohala zbudowany jest głównie z pumeksu (62%) i bazaltu (37,887%). Ma też śladowe ilości granitu (0,13%).
Kohala posiada bogaty ekosystem. Lasy i torfowiska góry stanowią siedlisko dla ponad 155 rodzimych gatunków kręgowców, skorupiaków, mięczaków i roślin. Grzyby, mchy i porosty dodatkowo przyczyniają się do różnorodności biologicznej tego obszaru.  